# Балка Плоска (притока Булавинки)
Балка Плоска — балка (річка) в Україні на території Єнакієвської міської ради й у Шахтарському районі Донецької області. Ліва притока річки Булавинки (басейн Азовського моря).

## Опис
Довжина балки приблизно 4,57 км, найкоротша відстань між витоком і гирлом — 4,35 км, коефіцієнт звивистості річки — 1,05. Формується декількома балками та загатами. На деяких ділянках балка пересихає.

## Розташування
Бере початок на північно-західній стороні від села Весела Долина. Тече переважно на північний захід через лісовий заказник місцевого значення Урочище Плоске і у селі Комишатка впадає в річку Булавинку, ліву притоку річки Кринки.

## Цікаві факти
- У XX столітті на балці існували водосховище та молочно-тваринна ферма (МТФ)[4].